# Eleanor Montgomery
Eleanor Inez Montgomery (ur. 13 listopada 1946 w Cleveland, zm. 28 grudnia 2013 tamże) – amerykańska lekkoatletka, specjalistka skoku wzwyż, dwukrotna mistrzyni igrzysk panamerykańskich, dwukrotna olimpijka.

## Kariera sportowa
Zwyciężyła w skoku wzwyż (wyprzedzając Dianne Gerace z Kanady i Patsy Callender z Barbadosu) na igrzyskach panamerykańskich w 1963 w São Paulo. Zajęła 8. miejsce w tej konkurencji na igrzyskach olimpijskich w 1964 w Tokio.
Ponownie zdobyła złoty medal na igrzyskach panamerykańskich w 1967 w Winnipeg, tym razem przed Kanadyjką Susan Nigh i swą koleżanką z reprezentacji USA Fransettą Parham. Na igrzyskach olimpijskich w 1968 w Meksyku odpadła w kwalifikacjach.
Montgomery była mistrzynią Stanów Zjednoczonych (AAU) w skoku wzwyż w latach 1963–1967 i 1969, a także halową mistrzynią USA w tej konkurencji w latach 1963, 1964 i 1066–1969 i 1962.
Dwukrotnie poprawiała rekord USA w skoku wzwyż do wyniku 1,803 m, uzyskanego 6 lipca 1969 w Dayton. Był to najlepszy wynik w jej karierze.